# Susanna Wallumrød
Susanna Karolina Wallumrød (nacida el 23 de junio de 1979 en Kongsberg, Noruega) es una vocalista noruega. Es la hermana del baterista Fredrik Wallumrød y el pianista Christian Wallumrød, primo del pianista David Wallumrød, que está casado al productor de música Helge Sten.

## Honores
- 2012: Gammleng-prisen
- 2013: Spellemannprisen
- 2015: Radka Toneff Memorial Award
- 2016: Kongsberg Jazz Award

## Discografía
Orquesta mágica
- 2004: List of Lights and Buoys (Rune Grammofon)
- 2006: Melody Mountain (Rune Grammofon)
- 2009: 3 (Rune Grammofon)

Susanna
- 2007: Sonata Mix Dwarf Cosmos (Rune Grammofon)[1]
- 2008: Flower of Evil (Rune Grammofon)
- 2012: Wild Dog (Rune Grammofon)[2]
- 2013: The Forester (SusannaSonata)
- 2016: Triangle (SusannaSonata)
- 2018: Go Dig My Grave (SusannaSonata)

Susanna Wallumrød
- 2011: Jeg Vil Hjem Til Menneskene (Grappa Music)

Con Jenny Hval
- 2014: Meshes of Voice (SusannaSonata)